# Strijela – 10CROA1
Strijela – 10CROA1 (SLRS S-10CRO A1) samovozni je raketni lanser hrvatske proizvodnje za zaštitu oklopno-mehaniziranih vojnih postrojbi kopnene vojske te objekata na zemlji od zračnih napada s malih visina. Nalazi se u naoružanju Hrvatske kopnene vojske.

## Karakteristike
- Dužina: 7300 mm
- Širina: 2700 mm
- Masa: 10800 kg
- Visina:
  - u hodnom položaju: 2400 mm
  - u bojom položaju: 3635 mm
- Maksimalna brzina:
  - po asfaltiranoj cesti: do 90 km/h
  - po terenu: do 35 km/h
- Transportne značajke:
  - pogon: 3 osovine, 6x6
  - maksimalan uspon: do 70%
  - svladavanje prepreka: do visine 1500mm pri 35 %
  - bočni nagib: do 35%
  - svladavanje vertikalne prepreke: do visine 515 mm
  - svladavanje rovova: do širine 600 mm
  - svladavanje vodenih prepreka: do dubine 1000mm
- Borbeni komplet: 8 raketa (4 na lanseru i 4 u vozilu)
- Borbene značajke:
  - mogućnost gađanja s mjesta ili iz pokreta pri brzini do 30 km/h
  - mogućnost rada centralizirano i autonomno
  - otkrivanje cilja i navođenje na cilj: motriteljski radar, sustav za prijenos informacija, optički senzori (TV i termovizijska kamera) na lanseru
  - mjerenje parametara cilja: daljina, radijalna i kutna brzina, zona lansiranja (radarski daljinomjer, pogoni lansera i središnje računalo)
  - mogućnost korištenja više vrsta raketa (9M311M, 9M37, 9M37M ili 9M333)
  - samonavođenje na cilj IC/fotokontrast sa selekcijom stvarnog cilja
  - uništenje cilja: b/g s direktnim i laserskim blizinskim upaljačem
  - visina cilja: 25-3000 m
  - kosa daljina: do 5000 m
  - brzina cilja u susretu: do 1500 km/h
  - brzina cilja u odlasku: do 1100 km /h
  - brzina rakete: 500 m/s
  - težina rakete: 75 kg
- Posada: 3